# Ентремес
Ентремес или међуигра (шп: entremés; paso) је кратка драмска подврста комично-бурлескног карактера у којој се појављују ликови из народа, и која се приказивала између првог и другог чина главног позоришног комада у шпанском Златном веку, значи од краја XVI века до 1780. када је коначно био забрањен. У Европи еквивалент би био фарса, термин који се у Шпанији употребљавао да означи било коју врсту позоришног комада.
Ентремесом су десфиловали ликови из народа или представници различитих занимања, и рефлектовали су на реалистичан начин неке теме које нису могле да се нађу у главном позоришном комаду. Због своје отворене сатире и безочног језика био је предмет критике свештених лица који су их сматрали обсценим, неморалним као и да подстичу на грех.
С друге стране, језик који се користи у ентремесу је много реалистичнији од језика комедије у коме нема великих и помпезних речи и метафоричних израза, што га чини много отворенијим и безочнијим. Осим тога, пун је стручних речи везаних за одређене професије и занате, и уз костумбризам, такође речник свакодневног живота обичног народа.

## Ликови
Неки од уобичајених ликова ентремеса су били:
- Простак или глупак (шп: simple; bobo), злобан мада је такоше обично и жртва преваре. У ентремесу генерално има улогу сеоског кмета или слуге.
- Жандар (шп: alguacil), карикирани јер никад ништа не виде ни не чују зато што примају мито.
- Сеоски кмет(шп: alcalde rural), чије су основне карактеристике простота и неотесаност, и често се мешао са глупаком, због врло сличних особина.
- Војник (шп: soldado), без заната и пребијене паре, представљао је критику саме војске у коју су се пријављивали губитници и они који нису могли да се прилагоде дисциплини мануалног рада па су у ратовању тражили начин да зарађују за живот, или су пак били осуђеници који су бежали од издржавања казне. Многи од њих су се враћали након неколико година пуни рана, таштине и самољубља неспособни да се уклопе у организовано друштво, завршавајући обично као хвалисавци, свадљивци и развратници.
- Црквењак (шп:sacristán), је био сушта супротност војнику, био је економски стабилнији и жене су га више прихватале од војника. После глупака, најчешћи лик ентремеса.
- Лекар (шп: médico), лик који је навише критикован и нападан, због нестручности и неспособности да донесе оздрављење. Главне карактеристике овог лика су лакомост на новац, и конфузан језик, увек на леђима магарца.
- Апотекар (шп: boticario), најнепопуларнији лик ентремеса, оптужен да трује људе и да их као и лекар пре убија него лечи. Такође често има улогу и смешног љубавника.
- Ћата (шп: escribano ), био је популаран лик и често се појављује уз сеоског кмета, као његова директна супротност, саветујући га и често се препирући са истим.
- Учењак (шп: letrado), лик који је настао након стапања племства и буржоазије, када су универзитети постали прибежиште за синове ниског племства и буржоазије, и који су могли да постану свештеници само на основу студија на универзитету. Иако су представљали интелектуалну аристократију земље, народ их није много ценио.
- Слуге (шп: criados) нису били тако чести ликови, и често су били тупи и неотесани - сушта супротност слугама из комедије који су увек били интелигентни и довитљиви.
- Пажеви (шп: pajes) су веома трапави, наивни и несташни дечаци који изазивају смех својом прождрљивошћу и спрдачинама.
- Студенти (шп: estudiantes) увек умешани у љубавне авантуре, двобоје, ноћне јурњаве и туче, и студентске шале. Приказани су увек весели и ведре нарави, прави су обешењаци и препредењаци, лик који је несумњиво највише деформисан.
- Крчмари (шп: mesoneros) се појавњују у два облика: или су преварени од стране гостију, или су они ти који варају госте. У сваком случају, пријатењ је најгорег шљама и лоших људи.
- Мушкарци (шп: hombres) углавном се појављују као припадници неког заната, али често као и носиоци неке специфичне карактеристике која се исмева: циције, развратници, проводаџије, о разметљивци који се хвале својим јунаштвом, међутим, нигде их нема кад дође моменат да се покажу на делу.
- Идалго (шп: hidalgo) је мање више исти као и у пикарским романима - уображени сиромашак који се размеће својим племенитим пореклом које му у модерним временима само доноси беду коју он не види, жртва декадентног и деформисаног концепта некадашње поштоване и цењене социјалне класе.
- Песник (шп: poeta) је сиромашан исто као и идалго, и главна му је карактеристика манија да све говори у стиху и рими.
- Муж (шп: marido) је пружао широки спектар различитих лица: рогоња, преварени, љубоморни, опседнут манијама своје жене. Обично је или човек са села или из града, који има за жену оштроконђу.
- Жена (шп: mujer) се јављала у два типа: позитиван тип са тачке гледишта традиционалних вредности - смерна у амбијенту свог дома и породице, послушна и добра. Други тип је тип слободне жене без ограничења кретања, која је припадала било којој друштвеној класи, жена која се намеће својом сензуалношћу или пак жена која води слободнији живот због лакомости. Ако су припадале високом сталежу, и имале клијенте из града и биле добростојеће, звале су се куртизане (шп: cortesanas); ако су пак биле ниског сталежа, онда су биле пробисвети и ништарије стално у потрази за забавом. Карактеришу се по свом веома живом и сочном језику, способности да држе све конце у рукама захваљујући свом сналажљивом духу и безочности. На крају се и једне и друге претварају у проводаџијке и своднице. Жена пробисвет (шп: buscona) се критиковала због лакомости, грешног живота и махинација. Судопера (шп: fregona) је још један тип жене, обично са села, веома незграпна и неваспитана. Дволична богомољка (шп: beata hipócrita) је такође мета сатире у ентремесима. Такође се појављују и ликови жене која се пренемаже, вештице, циганке, разборите жене (веома ретко), заводница, љубоморна жена, итд.

## Развој
Постоји пет етапа у развоју ентремеса:
1. Настанак, формирање и дефинитивна консолидација. У ову етапу спадају писци попут Лопе де Руеде (шп: Lope de Rueda) и Хуана де Тимонеде (шп: Juan de Timoneda).
2. Епоха врхунца, од друге половине XVI века до средине XVII века. Међу најбоље ауторе спадају Мигел Сервантес (шп: Miguel de Cervantes), Луис Кињонес де Бенавенте (шп: Miguel Luis Quiñones de Benavente), Франсиско Кеведо (шп: Francisco de Quevedo), као и други који су се искључиво бавили овом врстом: Кастиљо Солорзано (шп: Castillo Solorzano), Алонсо Херонимо де Салас Барбадиљо (шп: Alonso Gerónimo de Salas Barbadillo), Антонио Уртадо де Мендоза (шп: Antonio Hurtado de Mendoza), и други.
3. Етапа велике популарности и веома плодне продукције. Међутим, постоји понављање одређених шема, тема и модела, тако да ова етапа такође укључује исцрпљеност идеја и почетак декаденције ентремеса. Подразумева другу половину XVII века. Губитак виталности се надокнађује пародијом и лепим декором уколико су били писани с циљем да се прикажу на двору. Неки од истакнутих аутора су Херонимо Кансер (шп: Gerónimo Cancer) и Агустин Морето (шп: Agustín Moreto).
4. Декадентна етапа која укључује крај XVII века и XVII век, да би коначно 1778. године нестао потпуно са сцене када су га теоретичари Илустрације забранили због претеране вулгарности и простоте, карактеристике које нису биле у складу са естетским идеализмом неокласцизма. Међутим, ипак још увек се појављују неки интересантни писци, као на пример Антонио де Самора (шп: Antonio de Zamora), Мануел де Леон Марчанте (шп: Manuel de Leon MArchante), Јуан де ла Оз и Мота (шп: Juan de la Hoz y Mota) итд. Међутим, ентремес сада замењује саинете (шп: sainete), приказиван између другог и трећег чина. Саинете је био дужи и мање лиричан, са добро развијеном радњом и скоро без певања.
5. Оживљавање и повратак. Крајем XIX века и почетком XX, неки аутори оживљавају традицију ентремеса. Потпуно су повратили дух ентремеса као и неке његове битне морфолошке карактеристике. Познати писци: Рамон Марија дел Ваље-Инклан (шп: Ramón María del Valle-Inclán), браћа Серафин и Хоакин Алварез Кинтеро (шп: Serafín y Joaquín Alvárez Quintero), Карлос Арничес (шп: Carlos Arniches), као и Макс Ауб (шп: Max Aub), Лауро Олмо (шп: Lauro Olmo) и др.